# Нью-Стрейтсвілл (Огайо)
Нью-Стрейтсвілл (англ. New Straitsville) — селище (англ. village) в США, в окрузі Перрі штату Огайо. Населення — 652 особи (2020).

## Географія
Нью-Стрейтсвілл розташований за координатами 39°34′42″ пн. ш. 82°13′44″ зх. д. / 39.57833° пн. ш. 82.22889° зх. д. (39.578347, -82.228775).  За даними Бюро перепису населення США в 2010 році селище мало площу 3,37 км², з яких 3,37 км² — суходіл та 0,00 км² — водойми.

## Демографія
Згідно з переписом 2010 року, у селищі мешкали 722 особи в 293 домогосподарствах у складі 189 родин. Густота населення становила 214 особи/км².  Було 363 помешкання (108/км²).
Расовий склад населення:
| - 95,7 % — білих - 0,4 % — чорних або афроамериканців |

До двох чи більше рас належало 3,9 %. Частка іспаномовних становила 0,7 % від усіх жителів.
За віковим діапазоном населення розподілялося таким чином: 25,6 % — особи молодші 18 років, 62,6 % — особи у віці 18—64 років, 11,8 % — особи у віці 65 років та старші. Медіана віку мешканця становила 37,4 року. На 100 осіб жіночої статі у селищі припадало 84,2 чоловіків;  на 100 жінок у віці від 18 років та старших — 91,8 чоловіків також старших 18 років.
Середній дохід на одне домашнє господарство  становив 33 392 долари США (медіана — 24 625), а середній дохід на одну сім'ю — 39 897 доларів (медіана — 33 500). Медіана доходів становила 40 938 доларів для чоловіків та 26 429 доларів для жінок. За межею бідності перебувало 36,1 % осіб, у тому числі 51,7 % дітей у віці до 18 років та 19,6 % осіб у віці 65 років та старших.
Цивільне працевлаштоване населення становило 274 особи. Основні галузі зайнятості: виробництво — 25,2 %, освіта, охорона здоров'я та соціальна допомога — 16,4 %, роздрібна торгівля — 14,6 %, будівництво — 13,5 %.